# Бодіарт

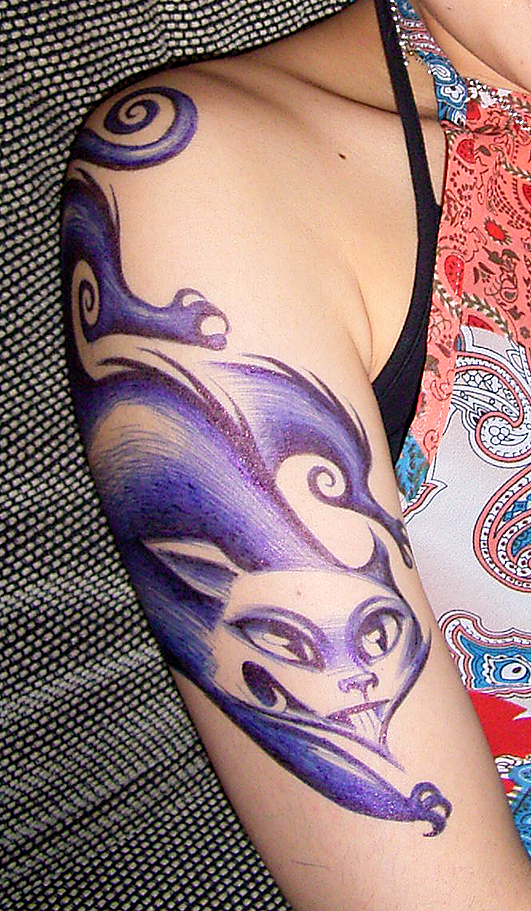
Боді-арт

Бодіарт (від англ. body art) — це мистецтво прикрашати тіло. У широкому сенсі до цього поняття відносяться: макіяж (make up), татуювання і пірсинг (та інші види модифікації тіла), менді (біотату хною) і, власне, бодіпейнтінг (bodypainting) — мистецтво розпису тіла, або боді арт у вузькому сенсі слова. Сучасний боді арт знаходиться на стику графіки і живопису, декоративно-прикладного мистецтва, дизайну, макіяжу і стилю, перукарського мистецтва.
Більш екстремальними формами боді арту можуть бути каліцтво або використання тіла на межах його можливостей. Наприклад, в одному зі своїх витворів Марина Абрамович танцювала доти, поки не впала від виснаження, а завдяки одній з відомих робіт Деніса Опенхайма можна було побачити, як він лежить на сонці з книгою на грудях, допоки його шкіра, крім ділянки накритої книгою, сильно засмагла. Сюди можуть навіть входити компонування та анатомування заготовлених тіл в естетичній формі, як у випадку пластинованих тіл, що використовувались у пересувній виставці Тіла світу.
Боді арт є підкатегорією перформансу, в якому художники використовують або зловживають власним тілом задля особливого самовираження .
Останнім часом тіло стало темою ширших дискусій та трактувань, порівняно з боді артом в його загальному розумінні. Важливі підходи, впливу яких піддаються людське тіло: імплантати, тіло в симбіозі із новими технологіями, віртуальне тіло та ін.. Наукове дослідження в цій сфері, наприклад Кевіна Варвіка, може бути розглянуте в цій митецькій жилці. Окремим випадком підходу боді арту є відсутність тіла. Деякі митці здійснювали «відсутність» тіла в своїх творах мистецтва: Кейт Арнат, Енді Вархол, Ентоні Гормлі та Давор Цалто.

## Історія виникнення
Боді-арт — це мистецтво тіла, авангардний напрям, що виник в 60-х роках. Представники бодіарту використовували своє тіло як матеріал або об'єкт творчості, вдаючись до всіляких, часом хворобливим, маніпуляціям: покривали свої тіла гіпсом, надрізами, виконували виснажливі дихальні вправи, палили на собі волосся. Практика розпису тіла і до цього дня поширена серед племен, що знаходяться на рівні кам'яної доби. Серед них плем'я Каро (Ефіопія), представники якого покривають своє тіло з шрамів-надрізів; плем'я Кайано (Амазонка), що розфарбовують свої тіла фарбами з фруктів; Маорі (Полінезія), що покривають свої тіла ритуальними татуюваннями. Танцюристи племені Симбу (Папуа Нова Гвінея) прикрашають себе білою глиною і деревним вугіллям. А кількість кілець у вусі чоловіка Хамар (Ефіопія) дорівнює кількості його дружин. Загалом, майже всі племена в тій або іншій мірі використовують прийоми зміни свого тіла.

## Різновиди боді-арту

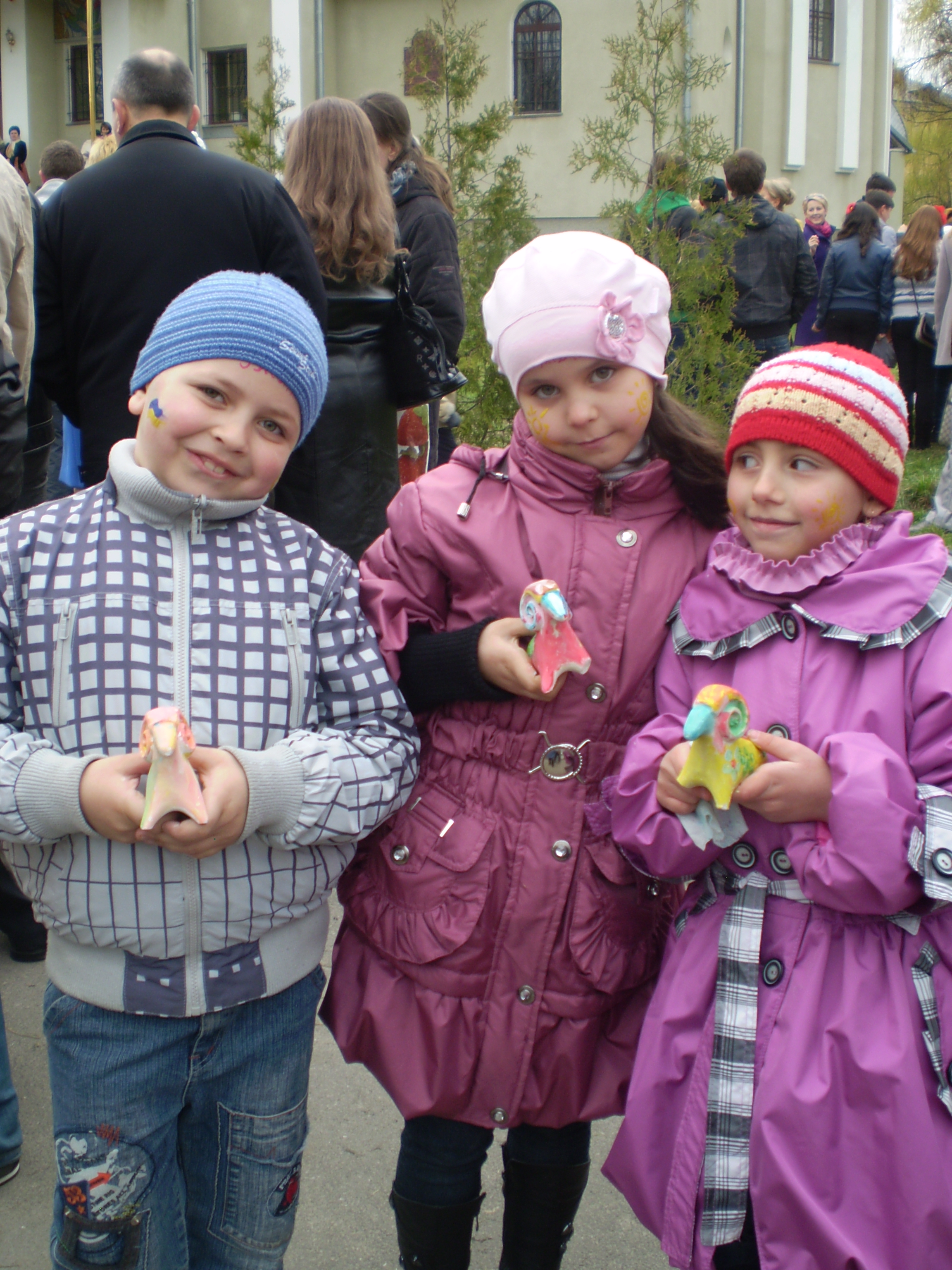
Використання Бодіпейнтінгу під час проведення Великої Гаївки в Дрогобичі.

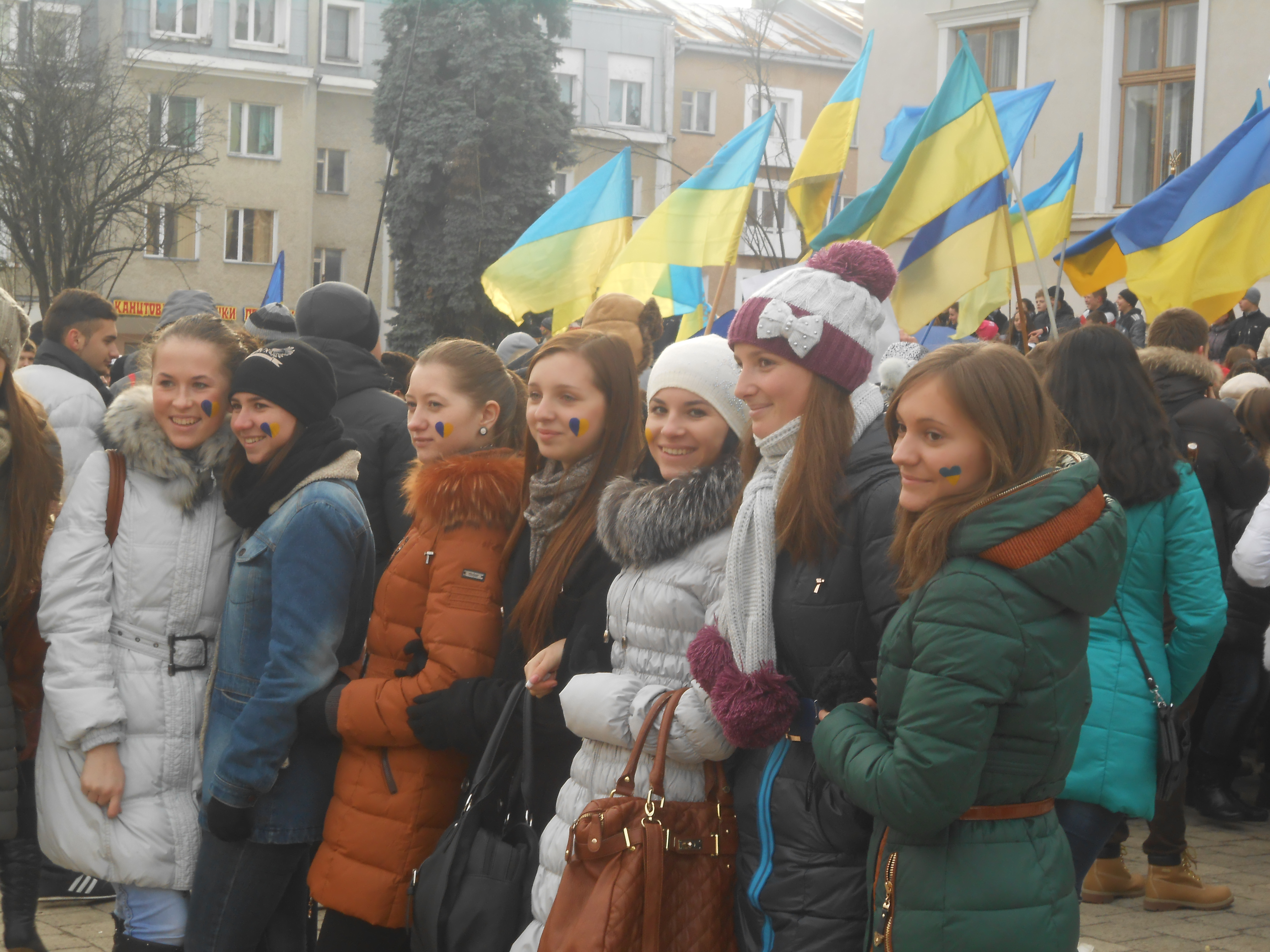
Мітинг в Дрогобичі перед Дрогобицькою ратушею на підтримку Євромайдану та підписання Угоди про асоціацію між Україною та Європейським Союзом 27 листопада 2013 року

Боді-арт класифікується на чотири основні види:
- Бодіпейтинг — малювання по тілу. Найбільш нешкідливий і популярний вигляд бодіарта. Він легко і швидко наноситься і так само легко змивається. Цей вигляд бодіарта носить в основному розважальний характер.
- Татуаж — другий вид бодіарта. Татуювання наноситься під шкіру і залишається там надовго (точніше назавжди). В наш час[коли?] розроблені спеціальні фарби, внаслідок чого татуювання стали кольоровими. Досить модно зараз і татуювання хною. Основна перевага таких татуювань — вони можуть триматися від одного тижня до місяця і сходять у міру оновлення шкіри.
- Пірсинг — означає не що інше як «проколювання дірок», з подальшим носінням в них сережок, кілець, «штанг» і інших прикрас. Дірки роблять у всіляких частинах тіла — від носа і брів, до пупка і статевих органів.
- Скарифікація — останній, найекстремальніший вигляд (шрамування). Виробляється вона хірургічними скальпелями.

## Зразки боді-арту
Одного разу Віто Акончі через фото та текст засвідчив свої щоденні рутинні вправи: впродовж декількох місяців він сідав і вставав із крісла настільки довго, наскільки це тільки було можливо. Акончі також створив «Елемент наслідування», в якому він наслідував навмання вибраних жителів Нью Йорка.
У 1965 році Герман Нітш, Отто Мюль, Гунтер Брус та Рудольф Шварцкоглєр створили Віденську активну групу. Вони зробили декілька зразків боді-арту, що, зазвичай, передбачали порушення суспільних заборон (таких як каліцтво геніталій).
У Франції боді-арт виник під назвою «Арт Корпорель» з такими митцями як Міхель Журніак та Жіна Пейн.
В Італії у 1970-х роках одним із відомих митців цього напряму була Кеті Ля Рока. Тоді вже як у 2000 Віто Бонжорно розглядає таке виконання як свого роду відкриту роботу, що має також залучати й аудиторію.
Марина Абрамович виконала «Ритм О» у 1974 році. Перед роботою аудиторію проінструктували використовувати на тілі Абрамович комплект із 72 наданих їм інструментів болю та насолоди, у який входили ножі, пір'я та заряджений пістолет. Учасники із числа публіки різали її, кололи їй шпичаками у живіт, фарбували губною помадою і знімали з неї одяг. Спектакль завершився після шестигодинної тривалості, коли вже хтось тримав заряджений пістолет біля голови Абрамович і почалася бійка. Напрям поступово розвинувся у роботи спрямовані на культ особистості (персональну міфічність), такі як у Яна Стербака, Ребеки Горн, Юрі Месен-Яшина чи Хав'єра Переса.
Джейк Ллойд Джонс, художник із Сіднею, започаткував парад боді-арту, названий Сіднейською ходою боді-арту, що стала щорічною подією. Пофарбовані учасники формують живу веселку, яка рухається до Тихого океану і там занурюється у хвилі.